# 生茂
生茂（1928年—2007年11月24日），原名娄盛茂，生于河北晋县，中华人民共和国作曲家。

## 生平
1945年参加八路军。先后在冀中区火线剧社、华北野战军三纵队文工团任指挥、乐队队长、编导等职。中华人民共和国成立后，到中央音乐学院作曲系进修。1950年代中期，他刚刚随六十三军从朝鲜的抗美援朝战争前线回国，驻石家庄。不久，他向北京军区战友文工团的唐诃寄来新作《真是乐死人》，唐诃看后转交团长张非，张非亲自修改，并交马国光演唱。这首歌在1956年第一届北京音乐周上演出，随后流传开来。 
1958年，调到北京军区战友文工团任作曲和艺术指导。他和唐诃经常合作作曲，有时晨耕也参加，后来他们取了个联合笔名“唐茂耕”。
1965年，为纪念红军长征胜利30周年，肖华写出组诗《长征组歌——红军不怕远征难》并点名要求北京军区战友文工团组织作曲家谱曲，晨耕、生茂、唐诃、遇秋4人遂参加谱曲。在创作排练中，他们获得了周恩来总理及老红军们的关心及指导。周恩来还专门接见了唐诃等4位曲作者，并对每段提出具体意见。
1966年文革爆发后，晨耕、生茂、唐诃随即被造反派打成战友文工团的反革命小集团“唐茂耕三家村”。1966年10月，唐诃在《解放军报》上发表了毛主席语录歌《完全彻底为人民》，见报后随即传遍全国。此后，唐诃又把《为人民服务》全文谱成一首弹唱歌曲，生茂随即也谱写出毛主席语录《再版前言》全文。这两首歌发表在《解放军歌曲》上。此后，造反派对他们的批斗缓和了，大字报也变少了。唐诃便找生茂提议写一部大作品《毛主席诗词组歌》，生茂表示赞同。他们选出八首毛主席诗词，并选出八段与这些诗词有关的毛主席语录。该创意获得战友文工团团长唐江以及作曲家吕韧敏、王竹林等人支持，经过编伴奏、练合唱，最后在京西宾馆彩排。周恩来得知后，前来观看了彩排，看后召集作者、指挥及主要演员座谈。周恩来说，在《沁园春·雪》中，最重要的一句是“数风流人物还看今朝”。唐诃、生茂的创作未突出这句。此后他们按周恩来的意见，对结尾进行了较大修改。后来该组歌没传开，但《沁园春·雪》这首歌曲却传开，后来还被编入中国的音乐学院声乐教材。
此后，生茂、唐诃又合作了《贫下中农最爱毛主席》、《毛主席永远和我们在一起》、《革命风雷激荡》、《毛主席是各族人民心中的红太阳》等歌曲。包括《长征组歌》在内，生茂、唐诃合作过70多首歌曲。
2007年11月24日，生茂因肝癌晚期、肺部感染造成呼吸衰竭在北京病逝，享年79岁。

## 作品
生茂创作了两千多首声乐作品。代表作有歌曲《马儿啊，你慢些走》、《学习雷锋好榜样》、《老房东查铺》等，以及《长征组歌——红军不怕远征难》。
生茂常年到中国各地采风，收集了数百种地方戏曲、小调、民歌。《长征组歌》中由生茂作曲的第一曲至第七曲，分别采用赣南采茶戏、川江号子、云南花灯戏、瑶族和苗族等多种音乐元素，还有秦腔和蒲剧的音乐风格。